# Hampton (Georgia)
Hampton is een plaats (city) in de Amerikaanse staat Georgia, en valt bestuurlijk gezien onder Henry County.

## Demografie
Bij de volkstelling in 2000 werd het aantal inwoners vastgesteld op 3857.
In 2006 is het aantal inwoners door het United States Census Bureau geschat op 4994, een stijging van 1137 (29.5%).

## Geografie
Volgens het United States Census Bureau beslaat de plaats een oppervlakte van
11,2 km², waarvan 11,1 km² land en 0,1 km² water. Hampton ligt op ongeveer 262 m boven zeeniveau.

## Plaatsen in de nabije omgeving
De onderstaande figuur toont nabijgelegen plaatsen in een straal van 12 km rond Hampton.